# San Cristóbal de los Mochuelos
San Cristóbal de los Mochuelos es una localidad del municipio de Cipérez, en la comarca de Tierra de Vitigudino, provincia de Salamanca, España. 

## Geografía
San Cristóbal de los Mochuelos se ubica entre Cipérez y Peralejos de Arriba, accediéndose a través de la carretera que une dichas localidades, donde se halla el desvío hacia San Cristóbal de los Mochuelos.

## Historia
La fundación de San Cristóbal de los Mochuelos se fecha en la Edad Media, debiéndose al proceso repoblador emprendido en la zona por el rey Fernando II de León, apareciendo recogido en el siglo XIII como Sant Christoval, encuadrado dentro del arcedianato de Ledesma, en el Reino de León. Con la creación de las provincias actuales en 1833 San Cristóbal de los Mochuelos, como parte del municipio de Cipérez, quedó adscrito a la de Salamanca, dentro de la Región Leonesa.

## Demografía
En 2017 San Cristóbal de los Mochuelos contaba con una población de 3 habitantes, de los cuales 1 era hombre y 2 mujeres. (INE 2017).
| Gráfica de evolución demográfica de San Cristóbal de los Mochuelos entre 2000 y 2017     |
|                                                                                          |
| Fuente: Instituto Nacional de Estadística de España - Elaboración gráfica por Wikipedia. |